# Katrin Klujberová
Katrin Gitta Klujberová (* 21. dubna 1999 Dunaújváros) je maďarská házenkářka. Je vysoká 169 cm a váží 67 kg, začínala na pravém křídle a pak se přesunula na kraj obrany.
V roce 2015 debutovala v klubu Dunaújvárosi Kohász KA v nejvyšší maďarské soutěži. Vyhrála s ním Evropskou ligu žen v sezóně 2015/16. V roce 2018 přestoupila do budapešťského Ferencvárose. Získala s ním mistrovský titul v letech 2021 a 2024 a byla finalistkou Ligy mistryň v roce 2023. 
Byla součástí týmu, který vyhrál domácí mistrovství světa juniorek v házené v červenci 2018. V seniorské reprezentaci debutovala v roce 2019. Zúčastnila se dvou olympiád, tří světových a tří evropských šampionátů. Na Letních olympijských hrách 2024, kde Maďarky obsadily šesté místo, byla zařazena do all-star týmu. Na mistrovství Evropy v házené žen 2024 se podílela na zisku bronzových medailí a se šedesáti brankami byla nejlepší střelkyní turnaje.
Evropská federace házené ji v roce 2018 zařadila mezi dvacet nejtalentovanějších hráček. V letech 2022 a 2024 byla zvolena maďarskou házenkářkou roku.
Její sestřenicí je házenkářka Vivien Groschová.